# Denemarken op het Eurovisiesongfestival 2012
Denemarken nam deel aan het Eurovisiesongfestival 2012 in Bakoe, Azerbeidzjan. Het was de 41ste deelname van het land op het Eurovisiesongfestival.

## Selectieprocedure
Op 15 mei 2011, één dag na afloop van het Eurovisiesongfestival 2011, gaf DR te kennen opnieuw te zullen deelnemen in 2012. Op 15 augustus 2011 werden de inschrijvingen geopend, die open bleven tot en met 26 september. De Dansk Melodi Grand Prix, de Deense nationale preselectie, zou tien kandidaten tellen, waarvan er zeven uit de open selectie kwamen. De overige drie werden op verzoek van DR geschreven door bekende artiesten.
Op 5 januari 2012 gaf DR de deelnemerslijst vrij. Jesper Nohrstedt, Suriya en Christian Brøns & Patrik Isaksson werden door DR uitgenodigd om deel te nemen aan de nationale preselectie, de overige zeven kandidaten werden geselecteerd uit de ingestuurde inzendingen. Een van de kandidaten, zangeres Valen:Tine, werd gediskwalificeerd. Haar nummer Nowhere was reeds voor 1 september 2011 uitgebracht, wat verboden is volgens het reglement van de EBU. De Deense nationale finale telde hierdoor dus negen acts.
De Dansk Melodi Grand Prix vond plaats op 21 januari in Aalborg. Emil Thorup en Louise Wolff presenteerden de show. Na de eerste stemronde mochten de beste drie acts het opnieuw tegen elkaar opnemen in de superfinale. Nieuw dit jaar was de introductie van een internationale jury, waarin de landen waren vertegenwoordigd die de laatste vier jaren het Eurovisiesongfestival hadden gewonnen: Rusland, Noorwegen, Duitsland en Azerbeidzjan. Onder anderen Alexander Rybak (de Noorse winnaar van het Eurovisiesongfestival 2009) en Ell & Nikki (die het songfestival van 2011 gewonnen hadden voor Azerbeidzjan) namen zitting in deze jury, net als Aleksej Vorobjov (de Russische deelnemer van 2011) en Roger Cicero (de Duitse deelnemer van 2007). Samen met de Deense vakjury stond deze jury in voor de helft van de punten. De andere helft van de punten werd verdeeld door het publiek, via televoting.

## Uitslagen
| Volgorde | Artiest                           | Lied                   |
| -------- | --------------------------------- | ---------------------- |
| 1        | Jesper Nohrstedt                  | Take our hearts        |
| 2        | Aya                               | Best thing I got       |
| 3        | Kenneth Potempa                   | Reach for the sky      |
| 4        | Ditte Marie                       | Overflow               |
| 5        | Philip Halloun & Emilia           | Baby love me           |
| 6        | Suriya                            | Forever I be young     |
| 7        | Karen Viuff                       | Universe               |
| 8        | Soluna Samay                      | Should've known better |
| 9        | Christian Brøns & Patrik Isaksson | Venter                 |

Superfinale
| Plaats | Artiest                           | Lied                   | Punten |
| ------ | --------------------------------- | ---------------------- | ------ |
| 1      | Soluna Samay                      | Should've known better | 110    |
| 2      | Jesper Nohrstedt                  | Take our hearts        | 102    |
| 3      | Christian Brøns & Patrik Isaksson | Venter                 | 88     |

## In Bakoe
In Bakoe trad Denemarken op 22 mei aan in de eerste halve finale. Aan het eind van de avond bleek dat Soluna Samay bij de tien beste acts was geëindigd, waarmee ze zich kwalificeerde voor de finale. Later werd bekend dat Samay op de negende plaats was geëindigd met 63 punten. In de finale op 26 mei eindigde Denemarken als 23ste met 21 punten.

### Gekregen punten

#### Halve Finale 1
| 12 punten | 10 punten             | 8 punten                      | 7 punten  | 6 punten                  |
| --------- | --------------------- | ----------------------------- | --------- | ------------------------- |
|           | - Zwitserland         | - Finland - IJsland - Letland | - Ierland | - Italië                  |
| 5 punten  | 4 punten              | 3 punten                      | 2 punten  | 1 punt                    |
|           | - Cyprus - San Marino | - Roemenië - Rusland          |           | - Griekenland - Hongarije |

#### Finale
| 12 punten                       | 10 punten | 8 punten | 7 punten                       | 6 punten |
| ------------------------------- | --------- | -------- | ------------------------------ | -------- |
|                                 |           |          |                                |          |
| 5 punten                        | 4 punten  | 3 punten | 2 punten                       | 1 punt   |
| - Duitsland - Finland - IJsland |           |          | - Estland - Italië - Noorwegen |          |

### Punten gegeven door Denemarken

#### Halve Finale 1
Punten gegeven in de halve finale:
| 12 punten | Rusland     |
| 10 punten | IJsland     |
| 8 punten  | Finland     |
| 7 punten  | Albanië     |
| 6 punten  | Moldavië    |
| 5 punten  | Hongarije   |
| 4 punten  | Griekenland |
| 3 punten  | Israël      |
| 2 punten  | Ierland     |
| 1 punt    | Roemenië    |

#### Finale
Punten gegeven in de finale:
| 12 punten | Zweden    |
| 10 punten | Duitsland |
| 8 punten  | Rusland   |
| 7 punten  | Moldavië  |
| 6 punten  | IJsland   |
| 5 punten  | Albanië   |
| 4 punten  | Ierland   |
| 3 punten  | Italië    |
| 2 punten  | Turkije   |
| 1 punt    | Roemenië  |